# Spellbreak
Spellbreak (literalmente en español 'Rompe hechizos') fue un videojuego multiplataforma battle royale basado en clases, desarrollado por Proletariat para Epic Games, Steam, PlayStation 4, Xbox One y Nintendo Switch. Fue lanzado el 3 de septiembre del 2020, y a finales de ese mes ya había sido descargado más de 5 millones de veces

## El Juego
Spellbreak trata de un mapa en el cual 42 personas se enfrentan a la vez para ser el o los últimos sobrevivientes. A diferencia de otros juegos del género de battle royale, el enfrentamiento se realiza mediante magia y hechizos en lugar de armas de guerra. Existen seis clases o tipos, dependiendo del guantelete que se equipe: tempestad para viento, piromante para fuego, hijo de la escarcha para hielo, conducto para rayo, petromorfo para piedra y toxicólogo para veneno. Las clases poseen un hechizo y un conjuro, referentes a un ataque primario y secundario diferente para cada una. Cada personaje tiene espacio para dos guanteletes. El guantelete principal es elegido antes de cada partida, es irremplazable durante esta y desbloquea una serie de cuatro habilidades únicas dependiendo del tipo. El guantelete secundario se obtiene luego de iniciada la partida, ya sea en cofres, en el suelo o como robo de otros jugadores exiliados. Las habilidades de una clase tienen la capacidad de combinarse con otra clase, provocando explosiones más grandes, conducción de la electricidad por el agua, efectos de control de masas o simplemente limpiando la arena de los efectos anteriores.
La arena de combate se ve modificada cada cierto tiempo al reducir el área del ojo de la tormenta, fuera de la cual el personaje sufre daño constante, pudiendo llevar a la muerte.